# 南魚座TW
南魚座TW（TW Piscis Austrini），或稱為北落師門B（Fomalhaut B），是一顆位於南魚座的光譜K型橙矮星，距離太陽約24.9光年。

## 概要
南魚座TW這個名稱來自於變星命名法，是耀星中的天龍座BY型變星。該恆星的亮度變化量並不高，是以10.3日為週期在6.44到6.49等之間變化。南魚座TW是相對較巨大的耀星，因為大多數的耀星都屬於光譜為M型，體積更小的紅矮星。
南魚座TW和比它明亮得多的恆星北落師門距離在一光年以內，並且兩者因為有相同的自行，可能是一起在銀河系中運動。
2012年的研究則指出南魚座TW和北落師門的距離只有約0.28秒差距（5.7萬天文單位），兩者的自行速度都是0.1 ± 0.5 km/s，並且和另一顆紅矮星LP 876-10組成三合星系統。同一篇論文中關於北落師門和南魚座TW年齡的研究則顯示類似結果，並且該系統的年齡約4.40 ± 0.40億年。

## 外部連結
- TW Piscis Austrini（页面存档备份，存于） at SolStation.